# Игнатиево
Игна̀тиево е град в Североизточна България. Той се намира в община Аксаково, област Варна. По данни на ГРАО към 15 юни 2023 г. в града живеят 4329 души по настоящ адрес и 4366 души по постоянен адрес.

## География
Град Игнатиево се намира на запад от Варна, на 15 км от нейния център. Има само автомобилни пътища. На 2 км от града в източна посока се намира общинският център – град Аксаково. На 2 км в западна посока е разположено с. Припек, а малко след него – с. Слънчево. На север от гр. Игнатиево е с. Доброглед.
В близост до града, на юг от него се намира местността „Побитите камъни“. В северна посока градът лежи на залесен склон.
Почти в самия град има могила, неразгадана и до днес. През социализма е започнато разкопаване от единия край, което не подсказало нищо, затова предположенията за исторически паметник са отпаднали.

## История
През Кримската война (1854 – 1855) край Руслар са разположени английски и френски войски.
След Руско-турската война от 1877 – 1878 г. бежанци от Одринска Тракия се заселват и основават две села – Руслар и Карагьол, които впоследствие се обединяват в село Игнатитево.
Първоначално хората заселват ниската част – там, където сега са нивите и където минава магистрала Хемус, но много хора умират от болести и по-късно селото се измества в по-високата част. Към 1896 г. заразните болести са все още широко разпространени в селото.
През 1883 г. в Руслар е открито начално училище, а през 1919 г. – и прогимназия. На 4 август 1924 г. Русларският общински съвет разглежда бюджета на общината по доклад на кмета Яни Шивачев и поради липса на достатъчни училищни помещения отстъпва своето общинско здание за оформяне на три класни стаи, канцелария, салон и около декар и половина дворно место на прогимназията на селото. През 1930 г. двете местни училища се сливат и се преместват в новопостроена сграда.
През 1934 г. селото е преименувано на Игнатиево в чест на руския дипломат Николай Игнатиев.
Впоследствие в Игнатиево се заселват и хора от други части на България (предимно добруджанци и македонци). По време на социализма, когато голяма част от местното население си намира работа в заводите във Варна, не достига работната ръка в селскостопанската кооперация на с. Игнатиево. Тогава в селото се настаняват копанари, доведени от тогавашния кмет. С времето тяхната численост се увеличава. Голяма част от тях се смесва с местното население. Благодарение на своя труд те разполагат със собствени жилища и обработваеми площи.
След заселването на циганите в селото се появява напрежение между етническите групи. Това принуждава стотици хора да си продадат къщите и градините и да се заселят във Варна или в Аксаково.
През 1983 г. е построена нова сграда на училището.
На 9 март 2011 г. село Игнатиево е обявено за град от Министерския съвет на Република България.

## Население
Численост на населението според преброяванията през годините:
| \| Година на преброяване \| Численост \| \| --------------------- \| --------- \| \| 1934 \| 1440 \| \| 1946 \| 1442 \| \| 1956 \| 1815 \| \| 1965 \| 2058 \| \| 1975 \| 3101 \| \| 1985 \| 3402 \| \| 1992 \| 3711 \| \| 2001 \| 3963 \| \| 2011 \| 3979 \| \| 2021 \| 3383 \| |           |
| Година на преброяване | Численост |
| 1934 | 1440      |
| 1946 | 1442      |
| 1956 | 1815      |
| 1965 | 2058      |
| 1975 | 3101      |
| 1985 | 3402      |
| 1992 | 3711      |
| 2001 | 3963      |
| 2011 | 3979      |
| 2021 | 3383      |

Численост и дял на етническите групи според преброяването на населението през 2011 г.:
|                     | Численост | Дял (в %) |
| Общо                | 3979      | 100,00    |
| Българи             | 2057      | 51,69     |
| Турци               | 76        | 1,91      |
| Цигани              | 450       | 11,30     |
| Други               | 752       | 18,89     |
| Не се самоопределят | 42        | 1,05      |
| Неотговорили        | 602       | 15,12     |

По официални статистики циганите са само 450, но реално броят им е повече, защото много от тях са в графата други и неотговорили.

## Управление
След 2009 година за кметове на града са избирани кандидати на ГЕРБ - Димитър Димитров (2009-2015 и отново от 2019) и Анастасия Кадиева (2015-2019).
На парламентарните избори през октомври 2024 година в града са подадени 988 действителни гласа – 55% за „ДПС – Ново начало“, 22% за ГЕРБ, 5% за „БСП – Обединена левица“, 4% за „Морал, единство, чест“.

## Икономика
(

## Инфраструктура
В Игнатиево има едно училище – Средно училище „Свети Кирил и Методий“.

## Култура
Към декември 2024 година в града има една църква – православната „Света Троица“, построена през 1890 година.